# There Must Be Another Way
Einaiych (There Must Be Another Way) (heb עינייך) – piosenka reprezentująca Izrael podczas 54. Konkursu Piosenki Eurowizji w Moskwie. Utwór, wykonywany przez izraelską piosenkarkę Noa oraz arabską piosenkarkę i aktorkę Mirę Awad, zdobył w odbywającym się 12 maja 2009 półfinale 75 punktów i, osiągając 7 miejsce, zakwalifikował się do finału. W ostatecznej, odbywającej się 16 maja, rozgrywce piosenka zajęła 16 miejsce, zdobywając 53 punkty.

## Kwalifikacje
11 stycznia 2009 izraelska telewizja ogłosiła, że reprezentantką Izraela podczas 54. Konkursu Piosenki Eurowizji będzie popularna w kraju piosenkarka Achinoam Nini, znana powszechnie pod pseudonimem Noa. Tego samego dnia ogłoszono, że towarzyszyć jej będzie jej wieloletnia przyjaciółka, Mira Awad - pierwsza arabskojęzyczna reprezentantka Izraela w konkursie.
Podczas odbywających się 2 marca 2009 eliminacji widzowie i jurorzy zdecydowali, że piosenkarki wykonają piosenkę Einaiych (There Must Be Another Way). Wszystkie piosenki startujące w konkursie wykonywane były w językach hebrajskim, arabskim i angielskim - tym samym potwierdziły się słowa artystek, deklarujących, iż pierwszy raz w dziejach Izrael na Eurowizji reprezentować będzie piosenka śpiewana m.in. w języku arabskim.
| L.p. | Hebrajski tytuł                     | Angielski tytuł             | Punkty | Miejsce |
| ---- | ----------------------------------- | --------------------------- | ------ | ------- |
| 01   | "Kol Shniya" (כל שניה)              | "Second Chance"             | 32     | 4       |
| 02   | "Na'amin Bachalom" (נאמין בחלום)    | "Faith in the Light"        | 72     | 3       |
| 03   | "Bo'i Lirkod Iti" (בואי לרקוד איתי) | "Will You Dance With Me"    | 84     | 2       |
| 04   | "Einaiych" (עינייך)                 | "There Must Be Another Way" | 112    | 1       |

## Noty na konkursie Eurowizji
12 maja 2009 odbył się, z udziałem Izraela, pierwszy półfinał 54. Festiwalu Piosenki Eurowizji. Izraelski występ tego dnia naznaczony był pechowymi wypadkami: podczas trzeciej zwrotki Noa prawie upadła gdy zaczepiła obcasem o tren swojej sukienki. Innego rodzaju problemy miała Mira Awad: podczas wykonywania wieńczącego utwór fragmentu akustycznego zmuszona była poprawiać "odjeżdżający" od jej twarzy statyw z mikrofonem. Mimo problemów technicznych piosenka spotkała się z ciepłym przyjęciem w Europie: w głosowaniu utwór zdobył 75 punktów i, zajmując 7 miejsce, zakwalifikował się do finału.
|                           | Głosy w pierwszym półfinale |        |        |          |         |         |        |            |        |        |          |          |                    |         |           |            |       |                      |        |                 |   |
| PUNKTY                    | Czarnogóra                  | Czechy | Belgia | Białoruś | Szwecja | Armenia | Andora | Szwajcaria | Turcja | Izrael | Bułgaria | Islandia | Macedonia Północna | Rumunia | Finlandia | Portugalia | Malta | Bośnia i Hercegowina | Niemcy | Wielka Brytania |   |
| There must be another way | 75                          | 5      | 4      | 3        | 4       | 6       | 7      | 8          | 5      | 3      | N        | 4        | 6                  | 1       | 3         | 6          | 0     | 4                    | 0      | 5               | 1 |

W odbywającym się 16 maja finale obeszło się już bez problemów technicznych. Izrael, startujący jako drugi w stawce (po otwierającym stawkę Sashy Son z Litwy a przed reprezentującą Francję Patricią Kaas) w finałowym głosowaniu zdobył 53 punkty i zajął ostatecznie 16 miejsce. W finale utwór otrzymał punkty od następujących państw:
| Kraj                 | Punkty |
| -------------------- | ------ |
| Francja              | 10     |
| Bośnia i Hercegowina | 8      |
| Belgia               | 8      |
| Andora               | 7      |
| Estonia              | 5      |
| Słowacja             | 5      |
| Czechy               | 4      |
| Czarnogóra           | 4      |
| Ukraina              | 1      |
| Szwajcaria           | 1      |